# San Nazzaro (Italia)
San Nazzaro è un comune italiano di 816 abitanti della provincia di Benevento in Campania.

## Geografia fisica
Il comune, posto al confine con la provincia di Avellino, ha un'estensione territoriale di soli 2,04 km².

## Storia
Fino alla metà del XX secolo (1958) formava un solo comune con Calvi, denominato San Nazzaro Calvi fino al 1949 e Calvi San Nazzaro dal 1949 al 1958.

## Società

### Evoluzione demografica
Abitanti censiti

## Amministrazione
| Periodo | Periodo   | Primo cittadino         | Partito            | Carica  | Note |
| ------- | --------- | ----------------------- | ------------------ | ------- | ---- |
| 1988    | 1993      | Rocco Spagnuolo         | DC                 | Sindaco |      |
| 1993    | 1996      | Luigi Pepe              | DC, PPI            | Sindaco |      |
| 1996    | 2001      | Nazzaro Serino          | PDS                | Sindaco |      |
| 2001    | 2011      | Luigi Pepe              | Lista civica (CDX) | Sindaco |      |
| 2011    | in carica | Giovanni T. Manganiello | Lista civica (CDX) | Sindaco |      |

## Sport
Il piccolo paese vanta una squadra di calcio a 5 che prende il nome del comune e gioca nel campo "Pastore" di San Nazzaro, i colori sociali sono il bianco e l'azzurro.